# 烏赫里尼夫 (利沃夫州)
烏赫里尼夫（羅馬化：Uhryniv）是烏克蘭西部利沃夫州舍普季茨基区索卡利市镇内的村庄。面積2.36平方公里，2001年人口437，人口密度每平方公里185.17人。